# ورزش شنا
ورزش شنا (به فارسی دری: آب‌بازی) یکی از کهن‌ترین و فراگیرترین فعالیت‌های جسمانی است که تمدن‌های گوناگون در طول تاریخ به آن پرداخته‌اند. شنا نه‌تنها به‌عنوان یک مهارت بقا، بلکه به‌مثابه‌ هنری رقابتی، تفریحی و حتی درمانی در فرهنگ‌های مختلف نهادینه شده است.  

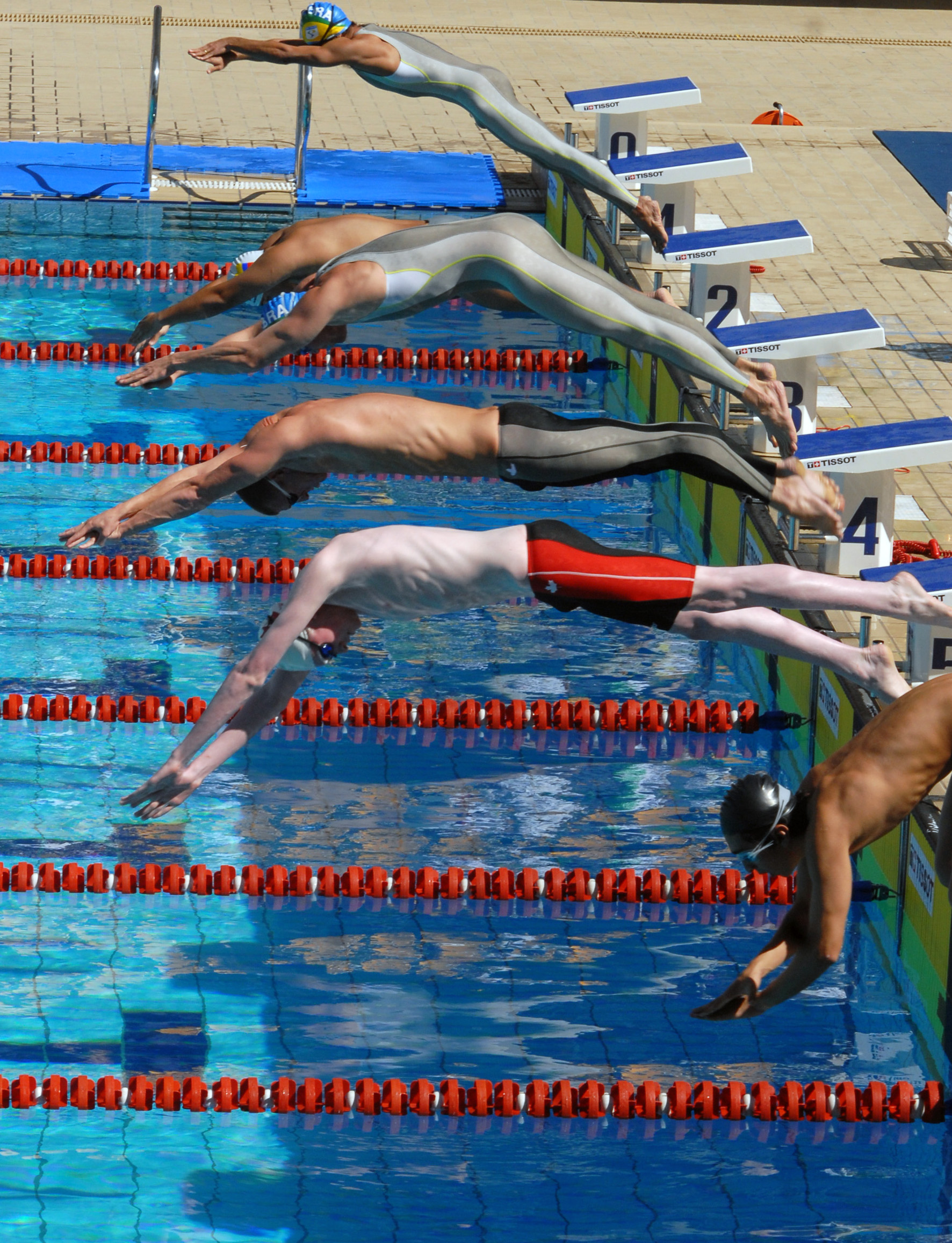

از منظر علمی، شنا ترکیبی بی‌نظیر از مقاومت، انعطاف‌پذیری و استقامت است که تقریباً تمام گروه‌های عضلانی را به‌کار می‌گیرد، بی‌آنکه فشاری مخرب بر مفاصل وارد کند. این ویژگی، آن را به ورزشی ایده‌آل برای تمام سنین تبدیل کرده است؛ از کودکانی که گام‌های نخستین را در استخر برمی‌دارند تا سالمندانی که به‌دنبال حفظ تحرک هستند. همچنین، تحقیقات پزشکی نشان داده‌اند که شنا می‌تواند در بهبود بیماری‌های قلبی‌عروقی، تنفسی و حتی اختلالات روان‌شناختی نقش مؤثری ایفا کند.

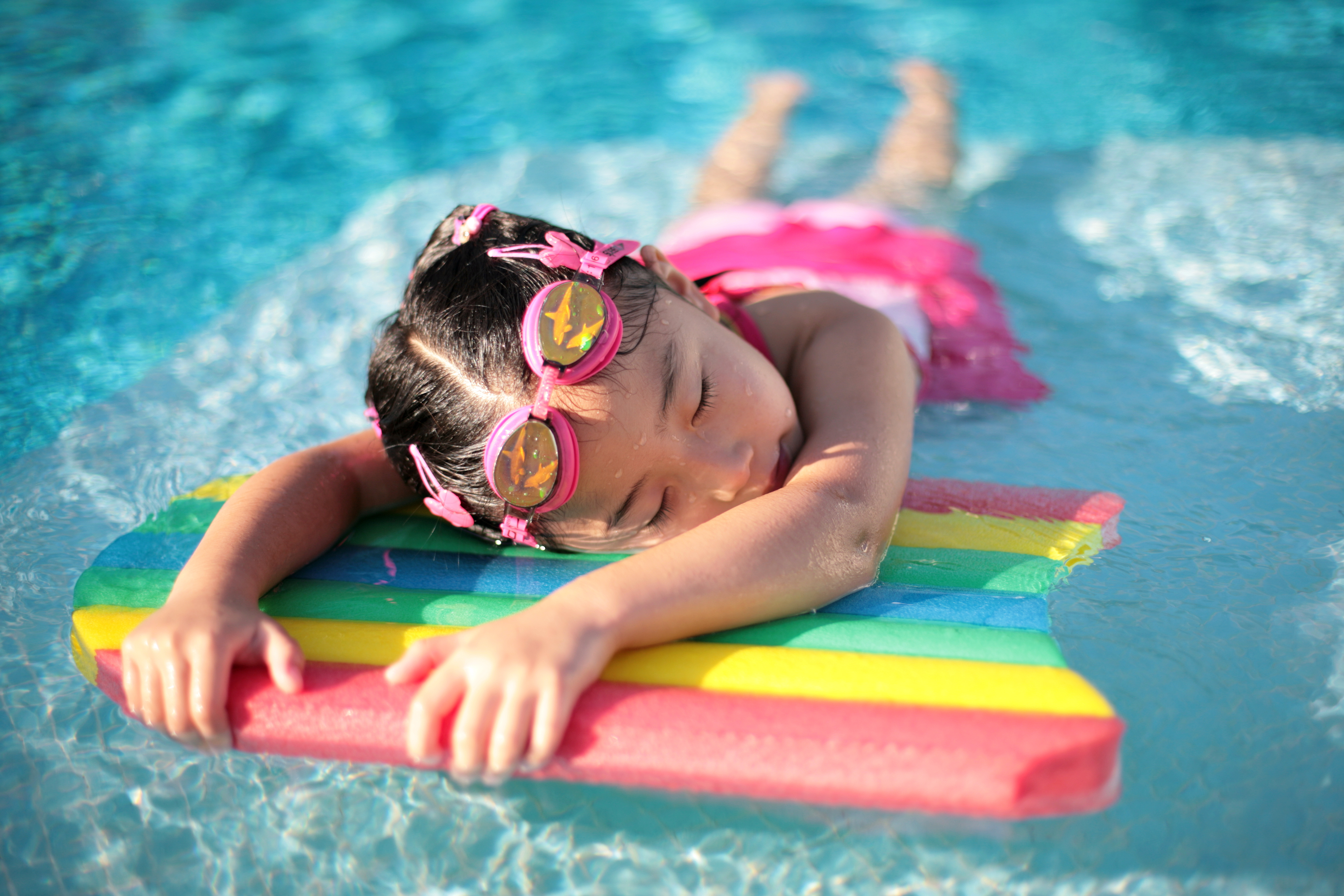

در عرصه‌ی رقابتی، شنا به‌عنوان یکی از پایه‌ای‌ترین ورزش‌های المپیک شناخته می‌شود که رشته‌های متنوعی همچون کرال سینه، پروانه، قورباغه و شنای آزاد را در بر می‌گیرد. هر یک از این سبک‌ها فنون منحصربه‌فردی دارند که سال‌ها تمرین و دقت را می‌طلبند. شناگران حرفه‌ای، با رعایت اصولی مانند تنفس کنترل‌شده، کاهش مقاومت آب و زمان‌بندی دقیق حرکات، مرزهای توانایی‌های انسانی را جابه‌جا می‌کنند.  

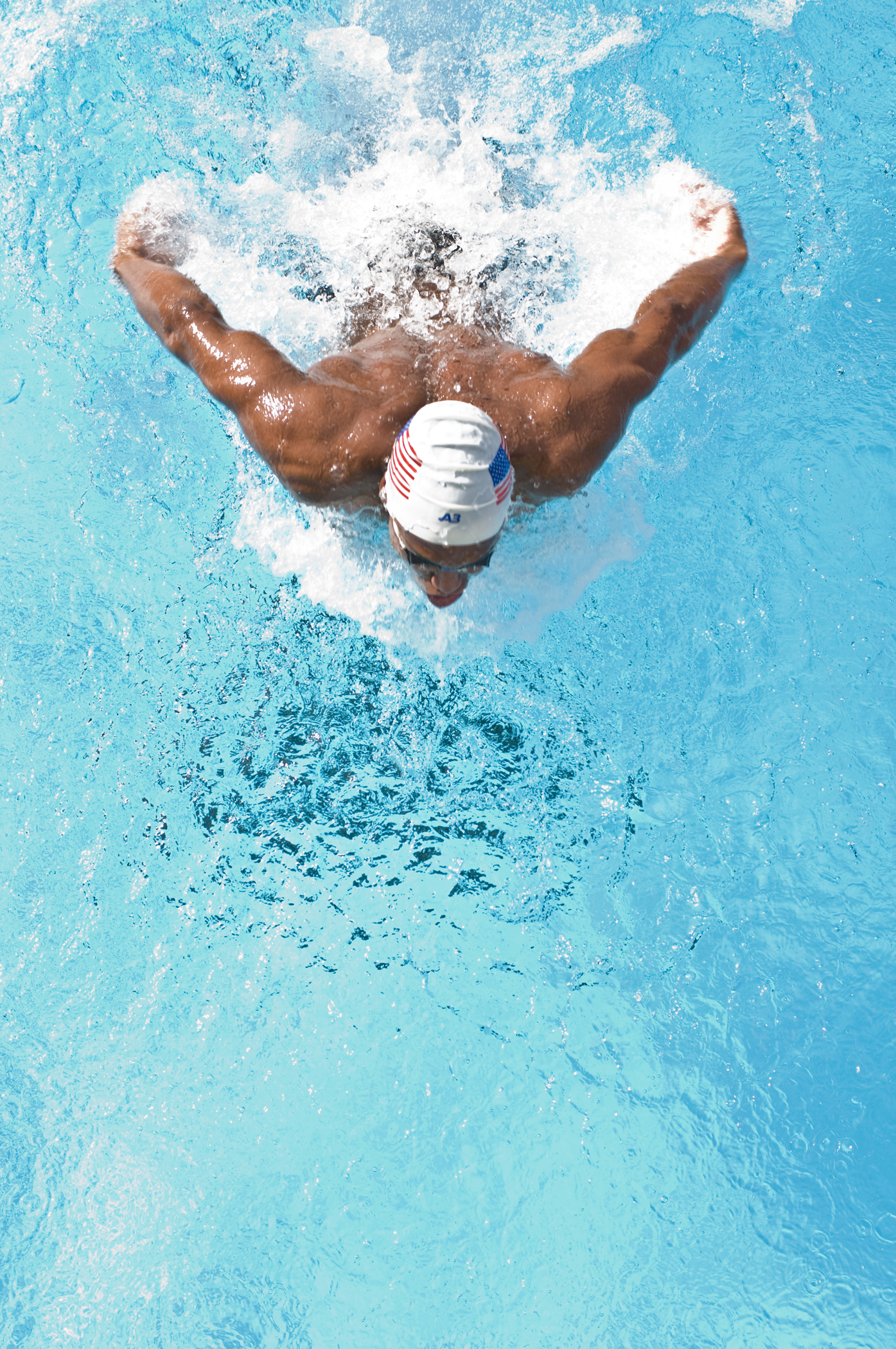
یک شناگر در حال شنای پروانه

فراتر از جنبه‌های جسمانی، شنا تأثیرات عمیقی بر سلامت روان دارد. غوطه‌وری در آب، به‌ویژه در محیط‌های طبیعی مانند دریاچه‌ها یا اقیانوس‌ها، برای اکثر مردمان حس آرامش بی‌نظیری ایجاد می‌کند که با درون‌پویی قابل‌مقایسه است. بسیاری از روان‌شناسان، شنا را به‌عنوان روشی برای کاهش تنش و افزایش تمرکز توصیه می‌کنند. این ورزش گاه به فعالیتی جمعی تبدیل می‌شود که پیوندهای اجتماعی را نیز تقویت می‌کند.  

## تاریخچه
شواهد نشان می‌دهند که قدمت شنا و شنا کردن به ۲۶۰۰ سال قبل از میلاد در تمدن مصر و بعد از آن در تمدن‌های مادها، آشور و یونان و روم باستان بازمی‌گردد. ولی  آنچه از گذشته آموزش شنا می‌دانیم بر اساس یافته‌هایی است که از «حروف تصویری» هیروگلیف مصریان باستان به دست آورده‌ایم. یونانی‌های باستان و رومی‌ها شنا را جزو برنامه‌های مهم آموزش نظامی خود قرار داده بودند، و مانند الفبا یکی از موارد درسی در آموزش مردان بوده‌است. شنا در شرق به قرن اول قبل از میلاد بازمی‌گردد. ژاپن جایی است که شواهد و مدارکی از مسابقات شنا در آن وجود دارد. در قرن هفدهم به دستور رسمی حکومتی شنا به صورت اجباری در مدارس تدریس می‌شد.
مسابقات سازمان یافته شنا در قرن ۱۹ میلادی قبل از ورود ژاپن به دنیای غرب شکل گرفت. از قرار معلوم مردم ساحل‌نشین اقیانوس آرام، به کودکان هنگامی که به راه می‌افتادند یا حتی پیش تر شنا می‌آموختند. نشانه‌هایی از مسابقات گاه‌وبیگاه میان مردم یونان باستان وجود دارد و همچنین یکی از بوکسورهای معروف یونان شنا را به عنوان تمرین در برنامه ورزشی خود گنجانیده بود. رومی‌ها اولین استخرهای شنا را بنا کردند و گفته می‌شود که در سدهٔ یکم پیش از میلاد گایوس ماسناس رایزن سیاسی سزار اوت رومی، نخستین استخر آب گرم را ساخت.
برخی عدم تمایل اروپائیان به شنا را در سده‌های میانه ترس از گسترش و سرایت عفونت و بیماری‌های مسری می‌دانند از طرفی شواهدی وجود دارد که نشان می‌دهد در سواحل بریتانیای کبیر در اواخر قرن ۱۷ میلادی از شنا در آب به عنوان وسیله‌ای برای درمان استفاده می‌شد. البته تا پیش از قرن نوزدهم شنا به عنوان تفریح و ورزش در میان مردم جایگاهی پیدا نکرد. زمانی که نخستین سازمان شنا در سال ۱۸۳۷ تأسیس شد در پایتخت بریتانیا یعنی لندن، ۶ استخر سر پوشیده وجود داشت که مجهز به تخته شیرجه بودند. در سال ۱۸۴۶ اولین مسابقهٔ شنا در مسافت ۴۴۰ یارد در استرالیا بر پا شد که بعد از آن هر ساله نیز به اجرا درآمد. باشگاه شنای «متروپولیتین» لندن در سال ۱۸۶۹ تأسیس شد که بعدها به انجمن شنای غیر حرفه‌ای تغییر نام پیدا کردکه در واقع هیئت رئیسه شنای غیر حرفه‌ای بریتانیا بود. فدراسیون‌های ملی شنا در چندین کشور اروپایی در سال ۱۸۸۲ تا ۱۸۸۹ شکل گرفتند…

### تاریخچه شنا در ایران
تاریخچه شنا به عنوان یک ورزش، در ایران بسیار کوتاه است ولی به‌طور کلی هم این رشته از ورزش به نسبت دیگر رشته‌ها در کشور ایران چندان پیشرفتی حاصل نکرده‌است. در حالی که به جهت موقعیت جغرافیایی ایران که در شمال و جنوب کشور به دریا متصل است و هم به جهت تاکیدات مذهبی، می‌بایستی این ورزش را مورد توجه قرار می‌دادند.
در قدیم، مکان‌هایی شبیه استخر سرپوشیده در حمام‌ها می‌ساختند، به نام چال حوض. این چال حوض‌ها، که حداکثر از ۱۰ متر تجاوز نمی‌کرد، برای شنا کردن و آب‌بازی بود. در اطراف چال حوض‌ها، سکوهایی به ارتفاع ۲ یا ۳ متر وجود داشت که از بالای آن به درون آب می‌پریدند و عملیاتی مانند پشتک و وارو انجام می‌دادند. روشنایی چال حوض‌ها از سوراخ کوچکی که در سقف بود، تأمین می‌شد. در این گونه آبگیرهای غیر بهداشتی، هیچ گونه مقرراتی وجود نداشت و هر کس می‌توانست قبل از استحمام یا پس از آن وارد چال حوض شود و به آب‌بازی و شنا که به معنای واقعی هم شنا نبود بپردازد. تا سال ۱۳۱۴ در سراسر ایران حتی یک استخر شنا هم نبود و فقط در اردوگاه نظامی اقدسیه تهران یک استخر برای آموزش شنا به دانشجویان دانشکده افسری ساخته بودند. در سال ۱۳۱۴، استخر دیگری در باغ فردوس شمیران احداث شد که به وزارت فرهنگ تعلق داشت. نخستین استخری که برای استفاده ورزشکاران و تعلیم اصول جدید شنا به آن‌ها به وجود آمد، در سال ۱۳۱۴در منظریه تهران بود که یک مربی ورزش خارجی به نام «گیبسون» بر آن نظارت می‌کرد. پایه‌های ورزش شنای نوین در ایران از همان استخر منظریه گذاشته شد.

### مصر
مصریان قدیم که اساساً مردم کوشا و فعالی بوده‌اند و به فعالیت‌های گوناگون بدنی می‌پرداختند، شنا از جمله ورزش‌های بسیار متداول نزد آنان بوده و مرد و زن بدان علاقه فراوانی داشتند.

### میان‌رودان
در میان‌رودان که در تاریخ کهن، اهمیتی همپایه مصر دارد، شنا به عنوان هنری جنگی تلقی می‌گردید و برخی از شناگران نظامی به پوستهای پر از باد مجهز می‌شدند تا جریان آب را بهتر تحمل کنند. این ورزش در ایران نیز از دوران باستان دارای طرفداران زیادی بوده‌است.

### اسپارت‌ها
اسپارتها که ژیمناستیک را پایه و اساس فعالیت‌های ورزشی کودکان می‌دانستند، از آموزش دو و شنا و… نیز غافل نبوده‌اند. اسپارتها را نخستین پایه‌گذاران شیوه‌های تربیت بدنی در نظام آموزشی به‌شمار می‌آورند و دیگر کشورهای گیتی شیوه‌های مذکور را از آنان تقلید و اقتباس کرده‌اند.

### روم قدیم
تمرین‌های ورزشی رومیان قدیم را اسب سواری، تیراندازی، پرتاب نیزه و شنا در رودخانه‌های تند و سیلابی تشکیل می‌داده‌است. همچنین دو، شنا، شکار، توپ‌بازی، ماهیگیری، و قایقرانی ورزش‌های مورد علاقه مردم روم جدید بوده‌است.

## رشد شنا از قرن نوزدهم
با شروع قرن نوزدهم رشد کمی و کیفی شنا چشمگیر می‌شود. در سال ۱۸۱۰ لرد بایرون شاعر نامدار بریتانیا تنگه داردانل را با شنا می‌پیماید. اولین مدرسه‌ای که در سال ۱۸۱۰ شنا را در برنامه خود گنجاند، مدرسه (فورتا) در آلمان بوده‌است و به تدریج سایر مدارس از این برنامه استقبال کرده‌اند. (گوتس موتس) در مورد توسعه ورزش شنا در مدارس نقش اساسی داشته و این نقل از اوست که (ورزش شنا باید قسمت اصلی تعلیم و تربیت باشد) وی به کمک طناب، کمربند و قلاب، مبتدیان را در آب تعلیم می‌داد.
سال ۱۸۷۵ شناگر آمریکایی (ماتیووب) دریای مانش را به وسیلهٔ شنای قورباغه در مدت ۲۲ ساعت طی کرد و شاهکار او انعکاس بزرگی داشت.
در سال ۱۸۷۸ شنای (تروجن) ابداع شد که نام نخستین نمایش دهنده آن (جیمز تروج) بر روی آن نهاده شده‌است. تروجن با مشاهده بومیان آمریکای جنوبی، استراحت هر دو دست را به‌طور متناوب در خارج از آب قرار داد. وی در همین دوره این شنای کرال را با یک ضربه پای قورباغه ترکیب کرد. پیشرفت بعدی، اجرای دو ضربه پا در یک دور بود یعنی دو ضربه پا در هر حرکت دست که موجب کوتاهتر و سریعتر شدن حرکات دست شد. در آخر ضربه پای شنای قورباغه با ضربه عمودی جایگزین و شنای کرال سینه متولد شد. ابداع‌کننده این سبک شناگر استرالیایی (ریچارد کاویل) در آستانه قرن بیستم بوده‌است. ضربه پا در شنای کاویل به (ضربه کرال استرالیایی) معروف و آن عبارت‌اند از ۴ ضربه پا در هر حرکت دست می‌شد.
در سال۱۹۰۶ هم وطن او (سیسیل هالی) این حرکت را به اروپا برد. در همین زمان کرال در آمریکا نیز پیشرفت کرد و بالاخره شیوه آمریکایی ۶ ضربه پا، جهان را فتح کرد.
نخستین رقابت‌های بین‌المللی به نام (قهرمانی۱۰۰ یارد جهان) در سال ۱۸۵۸ در استرالیا برگزار شد. بعد از آن طرح برگزاری مسابقات شنا در کشورهای مختلف توسعه یافت و در نیمه دوم قرن نوزدهم این مسابقات شروع شده‌است.
- سال ۱۸۶۹ اولین دورهٔ مسابقات شنای قهرمانی انگلستان
- سال ۱۸۷۷ اولین دورهٔ مسابقات شنای قهرمانی آمریکا
- سال ۱۸۹۹ اولین دورهٔ مسابقات شنای قهرمانی فرانسه
- سال ۱۸۹۶ اولین دورهٔ مسابقات شنا در بازی‌های المپیک (دوران جدید)

برنامه مسابقات شنای مردان در المپیک شامل رقابت‌های کرال سینه، کرال پشت و قورباغه می‌شد که تقریباً در سال ۱۹۰۸ جنبه استاندارد پیدا کرد و تا سال ۱۹۵۲ بدون تغییر باقی می‌ماند. برای اولین بار در المپیک ۱۹۰۸ لندن مسابقه‌های شنا در استخرهایی انجام گرفت که طول آن ۱۰۰ متر بوده‌است. در مسابقات المپیک ۱۹۵۶ ملبورن مشکل جدیدی بروز کرد. در این مسابقات (ماسارو یوروکاوا) قهرمان المپیک و همچنین تعداد دیگری از شناگران بیشتر مسیر خود را در زیر آب طی کردند. این مسئله باعث شد تا قانون جدیدی از سوی کنگره فینا وضع شود و شنای زیر آبی حذف گردید، بدین ترتیب که پس از شیرجه یا برگشت، با هر ضربه پا سر شناگر باید سطح آب را بشکافد.
افزایش بحث و جدل در مورد قوانین شنا، به‌خصوص شنای قورباغه، سبب پدید آمدن کمیتهٔ فنی شنا در فینا در سال ۱۹۵۴ شد. استفاده از وسایل زمان‌سنجش الکترونیکی و رایانه ای کردن اطلاعات مربوط به شنا و نیز استفاده از دستگاه‌های تلویزیونی مدار بسته برای رده‌بندی شناگران در پایان شناها از سال ۱۹۶۴ و از بازی‌های المپیک توکیو آغاز شده‌است.
در خصوص پیشینه استارت و برگشت گفتنی است که استارت در ابتدا در آب انجام می‌شد، بدین‌صورت که شناگران در آب می‌ایستادند یا دراز می‌کشیدند، این شیوه تا زمان ساخت سکوهایی که شیرجه به درون آب را ممکن گردانید، ادامه یافت.

## نخبگان تاریخ شنا
اولین شناگر مردی که شنای ۱۰۰ متر کرال سینه را زیر یک دقیقه شنا کرد، جانی ویسمولر آمریکایی بود. وی این مسافت را در۵۸ ثانیه و۶ دهم ثانیه در سال۱۹۲۲ شنا کرد. اولین زنی که این مسافت را زیر یک دقیقه شنا کرد داون فریزر است. او در سال ۱۹۶۲، ۱۰۰ متر کرال سینه را در ۵۹ ثانیه و ۹ دهم ثانیه پیمود.
موفقترین قهرمان مرد المپیک تمامی ادوار شنا (مایکل فلپس) آمریکایی است. این شناگر در المپیک ۲۰۰۸ پکن صاحب ۸ مدال طلا شد. در میان زنان (کریستین اتو) با کسب ۶ مدال طلا در المپیک ۱۹۸۸ سئول، ۴ مدال طلا در رشته‌های انفرادی و ۲ مدال طلا در مسابقات تیمی، پرافتخارترین زن شناگر می‌باشد.

## تاریخ فدراسیون بین‌المللی شنا
فدراسیون بین‌المللی شنا (FINA) در سال ۱۹۰۸ نه بر اثر یک حادثه بلکه از روی قصد و نیت بنیان نهاده شد. جورج دبلیو هرن دبیر مؤسس این فدراسیون، ایجاد این نهاد بین‌المللی را نتیجه افزایش تماس‌های بین‌المللی در ورزش و مخصوصاً به تأسّی از بازی‌های المپیک آن روز ذکر می‌کند. طرز برگزاری مسابقات باعث بالا گرفتن مخالفت‌هایی شد که نتیجه آن برگزاری کنفرانس بین‌المللی لندن در تاریخ ۱۹ ژوئیه ۱۹۰۸ است. ثمره و میوه این کنفرانس تأسیس فینا بود.
با شروع جنگ جهانی اول، ادامه پیشرفت سازمان جوان فینا حداقل به مدت ۴ سال متوقف شد و حتی پس از جنگ به علت سردی بین کشورها و روابط ورزشی عملاً ادامه کار فینا میسر نشد و این امر تا سال۱۹۲۵ به درازا کشید. با پشت سر گذاشته شدن این مدت، فدراسیون مجدداً فعال شد. بدین‌ترتیب که هیئت اجرایی فینا مرکب از ۵ عضو تشکیل شد تا بتوانند در فواصل نزدیک به راحتی گرد هم آیند و نیز دفتر فینا برقرار گردید.
در سال ۱۹۲۸ هیئت مدیره بین‌المللی واترپلو و کمیته بین‌المللی شنا نیز پا گرفتند. در کنگره فینا که در همان سال برگزار شد، جورج دبلیو هرن دبیر مؤسس فینا از سمت خود کناره‌گیری کرد و به عنوان اولین رئیس افتخاری فینا برگزیده شد. با شروع جنگ جهانی دوم به ناگاه پیشرفت مستمر مجدداً متوقف شد (سال‌های ۱۹۴۰ تا ۱۹۴۵)، زیرا جنگ مانع از تماس‌های بین‌المللی در ورزش گردید. با پایان یافتن جنگ پر مشقت دوم، بیشتر از یک سال طول کشید تا هیئت اجرایی فینا توانستند در ۱۴ ژوئن ۱۹۴۶ در لندن گرد هم جمع شوند. دوره مربوط به جنگ جهانی دوم در سال۱۹۵۰ خاتمه یافت و تماس‌ها و ارتباط‌های ورزشی روزبه‌روز بیشتر گشت.
در سال ۱۹۵۸، فینا پنجاهمین سالگرد خود را برگزار کرد. در این سال تعداد اعضای فینا به ۷۵ فدراسیون ملی رسیده بود. در سال ۱۹۹۲ اعضای فینا به ۱۳۷ فدراسیون ملی ارتقاء یافت.

## مشخصات استخر
استخر، محل خصوصی است برای شنا، شیرجه، و واترپلو و سینکرونایز (رقص در آب) که در اندازه‌های مختلف ساخته می‌شود؛ ولی، استخرهایی که در آن‌ها مسابقات رسمی را برگزار می‌کنند باید دارای مشخصاتی معین باشد. این مشخصات از طرف فدراسیون بین‌المللی شنای آماتور، که آن را فینا (FINA) می‌خوانند به شرح زیر تعیین شده‌است:
1. طول: ۵۰ متر؛ عرض: حداقل ۲۱ متر
2. عمق: حداقل ۸۰/ ۱ متر
3. شمار خطوط: ۸ خط (عرض هر خط ۵/ ۲ متر)

در استخرهایی که رکوردگیری می‌کنند، دمای آب باید ۲۲ تا ۲۴ درجه سانتی گراد باشد.

## تجهیزات

### لباس شنا
لباس مخصوص شنا آقایان یک شلوار کوتاه و چسبیده به بدن است که باید وزن آن بسیار کم باشد و آب را در خود نگه ندارد. طبق مقررات بین‌المللی، شلوار شنا هنگام مسابقات بین‌المللی و رکوردگیری، باید از پارچه‌ای به رنگ روشن و به صورت یک تکه باشد.
در حال حاضر لباس شناگران را از پوست «کوسه» درست می‌کنند که کل بدن را می‌پوشانَد. البته این لباس در زنان با مردان متفاوت است. عده‌ای نیز پوشیدن مایو را به خاطر اشغال کردن قسمت کمتری از بدن و راحتی مایو نسبت به لباس شنا ترجیح می‌دهند. در ضمن مایوی زنانه به دو شکل دو تکه و یک تکه وجود دارد. مایوی استاندارد برای خانم‌ها در مسابقات فقط یک تکه است.

### کلاه شنا
استفاده از کلاه شنا سرعت فرد را افزایش داده و این کار به افراد تازه‌کار اعتماد به نفس می‌دهد و همچنین افرادی که موهای بلند دارند از ریختن موهایشان به داخل آب جلوگیری کرده و کلر موجود در اب به موهای افرادی که حساسیت دارند و موهایشان می‌ریزد اثرگذار نخواهد بود و خانم‌ها که موهای بلند دارند حتماً باید از کلاه استفاده کنند که این کار به بهداشت استخر کمک زیادی می‌کند.

### عینک شنا
بیشتر برای دیدن دیوار استخر و انجام برگشت سالتو استفاده می‌شود. در ضمن، به‌دلیل وجود کلر در آب و آسیب ندیدن چشم، استفاده از آن مفید است اما استفاده نکردن از عینک هم مانعی ندارد.

#### وسایل کمک آموزشی
- تخته شنا
- دوقلو
- فین شنا
- حلقه نجات
- یزسیب
- کفی شنا: وسیله‌ای برای پیشرفت حرکت دست که باعث افزایش تماس دست با آب و افزایش مقاومت هنگام حرکت دست در آب می‌شود.

## شنای بچه‌ها
شنا در نوزادان موجب افزایش هوش، تمرکز حواس، هوشیاری و پیشرفت در روابط اجتماعی آینده آن‌ها می‌شود. شنا تأثیر مثبتی بر روح و روان نوزادان می‌گذارد. نوزادانی که در ماه‌های اولیه زندگی یعنی حدود ۶ تا ۱۰ ماهگی شنا می‌کنند، احساس امنیت و آسایش و آرامش بیشتری دارند. بچه‌ها به علت کم بودن جاذبه آب، آزادی عمل بیشتری بدست می‌آورند. آموزش شنای کودکان باید تحت نظارت مربی‌های مخصوص صورت بگیرد.
بسیاری از بچه‌ها قبل از آنکه بتوانند راه بروند قادر به شنا کردن هستند. شنا باعث تقویت ماهیچهها و افزایش حجم ریه می‌شود. به علاوه الگوی خواب شبانه کودکانی که شنا می‌کنند، بسیار منظم می‌شود. اولین چیزی که بعد از مدتی شنا می‌توانید در کودک خود مشاهده کنید، اعتماد به نفس و احساس استقلالی است که در او رشد یافته‌است. بچه‌های ۶ تا ۱۰ ماهه، قادر هستند در زیر آب به مدت ۵ دقیقه شنا کنند و نفس خود را نگهدارند.
همیشه این سؤال از طرف والدینی که علاقه‌مند هستند فرزندشان شنا یاد بگیرد عنوان می‌شود، که چه موقع باید آموزش شنا را شروع کرد. زمان مناسب برای آموزش شنا، سن ۷ یا ۸ سالگی می‌باشد. علمای تربیت بدنی و متخصصین آموزش شنا، شش سالگی را برای آموزش انتخاب کرده‌اند. وضع مطلوب اینست که از سنین پایین بچه آموزش را شروع نماید ولی در سنین پایین شنا را به صورت فنی یادنمی‌گیرد؛ زیرا قدرت درک بعضی از حرکات را ندارد و هماهنگی لازم جهت یک مهارت به سختی (هماهنگی دست و پای کرال سینه) انجام می‌پذیرد. شنا برای کودکان زیر سه سال فقط به صورت به اصطلاح شنای سگی است که کودک سر را بیرون از آب نگه داشته و شنا می‌کند.

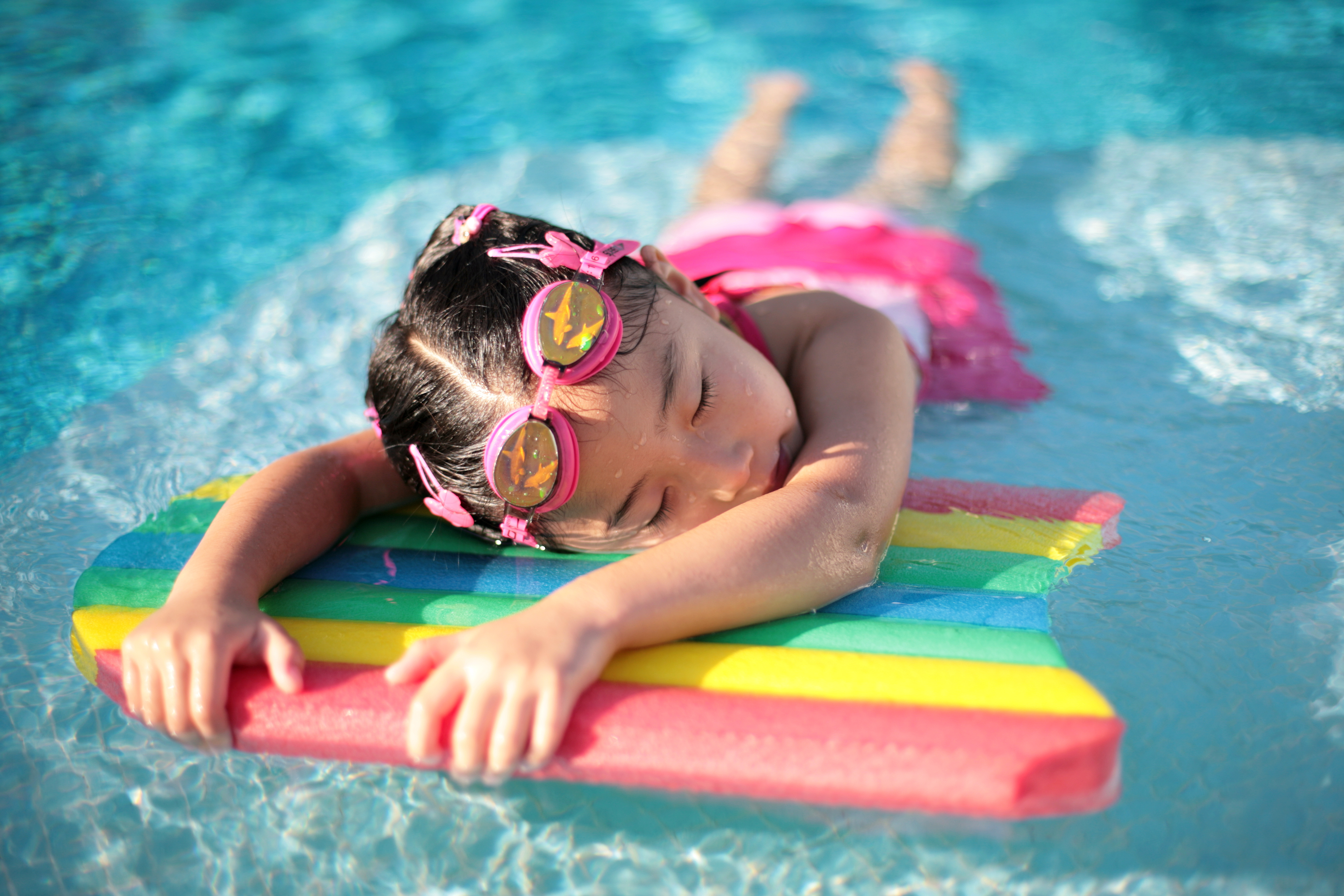
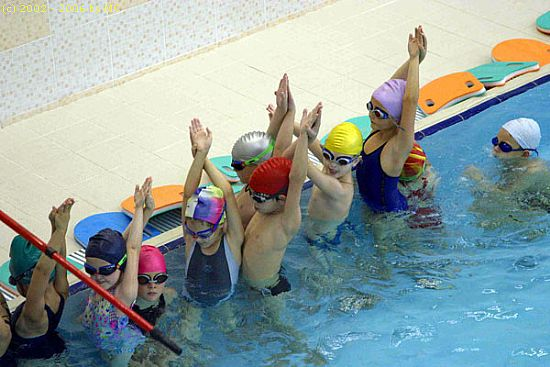
آموزش گروهی
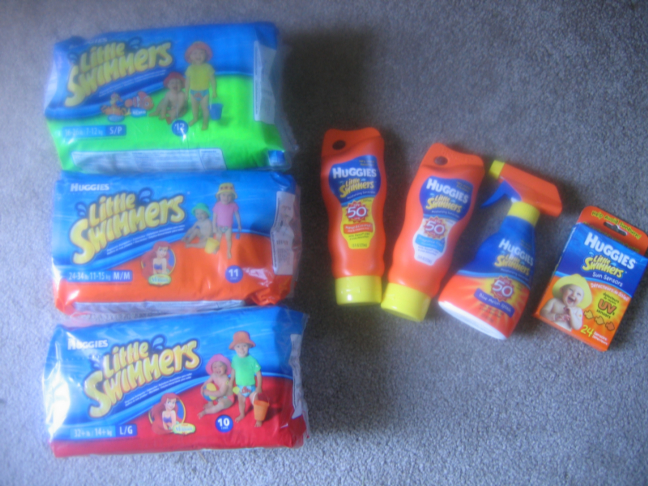
دایپر مخصوص کودکان

## مزایای شنا برای سلامت
1. شنا، فشار را از روی ستون فقراتتان برمی‌دارد. این اتفاق تقریباً مشابه تجربهٔ جاذبهٔ صفر است؛ بنابراین شنا کردن برای استخوان‌های شما خوب است و مفاصلتان را سالم نگاه می‌دارد.
2. شنا، اکثر عضلات بدن شما را به حرکت می‌اندازد، اما شما به ندرت احساس فشار بیش از حد یا کشیدگی عضلات می‌کنید. شما می‌توانید هر دوره، از تکنیک‌های مختلف شنا استفاده کنید تا انواع عضلات بدنتان را پرورش داده و به عضلات دیگر استراحت دهید.
3. شنا یک تمرین کاردیوی عالی‌ست. قلبتان را آموزش و راه صحیح تنفس را به شما یاد خواهد داد و به استقامت بدن و قلبتان می‌افزاید.
4. شنا می‌تواند با ایروبیک در آب نیز ترکیب شود تا به شما کمک کند راحت‌تر چربی‌های اطراف باسن و ران خود را بسوزانید.
5. شنا به شما کمک می‌کند تا به خوبی به بدن خود شکل دهید. پوست و عضلات شما را ماساژ می‌دهد و از به وجود آمدن چربی‌های ناخواسته جلوگیری می‌کند.
6. شنا، از نظر آسیب‌پذیری یکی از کم خطرترین ورزش‌هاست و نسبت به بدنسازی یا ورزش‌های قدرتی خیلی امن‌تر است. این ورزش از مفاصل شما محافظت کرده تا کمتر دچار صدمات مفصلی بشوید.
7. شنا کردن، نتایج سلامتی بسیار خوبی برایتان دارد، در حالی که ورزشی با فشار کم است. همهٔ آدم‌ها می‌توانند شنا کنند، حتی کسانی که توانایی ورزش به صورت مؤثر و سنگین را ندارند. به عنوان مثال، برای خانم‌هایی که باردار هستند یک ورزش عالی و ایمن است. با این حال احتیاج دارند تا پیش از اینکه در استخر شیرجه بزنند با پزشک خود در اینباره مشورت نمایند.
8. شنا، انرژی مثبت شما را افزایش می‌دهد و استرس را از جسمتان دور خواهد کرد.
9. شنا همچنین کمک می‌کند تا فشار خونتان را کنترل کنید. می‌تواند قلب شما را سالم نگاه دارد.
10. شنا باعث خواهد شد تا دستگاه تنفسی‌تان نیز سالم بماند. اگر در آب و هوای خشک و خنک زندگی می‌کنید، در اکثر مواقع در خانه یا در محل کار تان هوای خشک تنفس می‌کنید. تنفس هوای تازه و مرطوب در محیط استخر یا دریا می‌تواند دستگاه تنفسی شما را سالم نگاه دارد.
11. شنا می تواند به رهایی از استرس و تنش، بهبود خلق و خو، افزایش عزت نفس، کاهش خطر افسردگی، کندی زوال عقل و زوال شناختی، بهبود کیفیت خواب و کاهش استرس کمک کند.شنا نه تنها یک شکل عالی از ورزش بدنی است، بلکه یک فعالیت جامع است که به طور مثبت بر سلامت جسمانی، رشد شناختی، مهارت‌های اجتماعی، اعتماد به نفس و آگاهی ایمنی کودکان تأثیر می‌گذارد.

## خطرات شنا
شنا یک ورزش سالم است و در مقایسه با ورزش‌های دیگر خطرات کمتری در پی دارد. با این وجود برخی مخاطرات وجود دارد که مهم‌ترین آنها غرق شدن یا خفگی (دلایل متعدد) می‌باشد.
دیگر مخاطرات مرتبط با آب به‌طور کلی شامل مخاطرات میکروبی(انتقال بیماری‌های انگلی، ویروسی، باکتریایی، قارچ‌های پوستی)،
شیمیایی (آب‌های آهکی یا دارای کلر زیاد یا آلوده شده با مواد نفتی و غیره)،
مخاطرات فیزیکی مثل دمای پایین یا بالای آب،
مخاطرات مکانیکی مثل برخورد با لبه‌های تیز محل شنا،
مخاطرات ارگونومیکی مثل وارد آوردن فشار بیش از حد به اندام‌ها مثلاً در طی شنای پروانه یا نجات غریق، تکرار زیاد یک حرکت یا قرارگیری بداندام‌ها در اثر شنای نادرست.
و در نهایت مخاطرات زیستی شامل انواع حیوانات یا گیاهان خطرناک احتمالی در آب می‌باشد که در پایین بیشتر توضیح داده می‌شوند:
- ناتوانی از طریق بیهوشی حاصل از شنا در آب‌های کم عمق (یا بیهوشی غواص که نفس را زیر اب حبس کرده)، حمله قلبی، نارسایی سینوس‌های شریانی یا شنای بیش از حد
- اثرات مضر زیر آب ماندن:
  - غرق شدن ناشی از استنشاق آب شور که حباب‌هایی در ریه‌ها ایجاد می‌کند که تنفس را مشکل می‌کند
  - علایم بیماری و سندرم ناشی از استنشاق آب شور
  - برآمدگی استخوانی در کانال گوش که نتیجه فرورفتن طولانی مدت آب در کانال گوش است و موسوم به گوش شناگران است.
- قرار گرفتن در معرض مواد شیمیایی:
  - کلر گند زدا pH آب را افزایش می‌دهد. مقدار زیاد pH ممکن است باعث سوزش چشم یا پوست شود 
  - استنشاق کلرٍ؛ استنشاق طولانی مدت مقادیر کم کلر موجود در سطح آب ممکن است اثرات مخربی بر ریه‌ها بگذارد به خصوص برای کسانی که آسم دارند. این مشکل ممکن است با استفاده از استخرهایی که سیستم تهویه بهتری دارند حل شود. با یک استخر روباز با نتیجه بهتری مواجه می‌شویم.
  - قرار گرفتن طولانی مدت در برابر کلر اثرات مخرب آرایشی دربردارد؛ مثلاً رنگ مو را تغییر می‌دهد. کلر ساختار مو را خراب می‌کند و آن را مجعد و پیچیده می‌کند. کلر می‌تواند مس را در خود حل کند که این خاصیت باعث می‌شود رنگ مو تغییر کند. مراقبت خوب از استخر می‌تواند مقدار مس موجود در آب را کاهش دهد. تر کردن مو با استفاده از مایعات لغزنده مخصوص قبل از ورود به استخر می‌تواند جذب مس را کاهش دهد.
  - کلر حتی بعد از چند بار شستن معمولاً به صورت بی آب روی پوست باقی می‌ماند. این کلر وقتی دوباره در یک ترکیب آبدار (آبپوشیده) برگردد بدبو می‌شود (وقتی بزاق روی آن ریخته شود یا در طی دوش گرفتن و غیره)
- عفونت:
  - آب بسته به نوع آن محل ایده‌آلی برای باکتری‌ها، انگل‌ها، قارچ‌ها و ویروس‌ها است.
  - عفونت پوست حاصل از شنا یا حمام باعث بیماری ترک خوردن بین انگشتان پا می‌شود. آسان‌ترین روش برای رفع این مشکل تمیز کردن بین انگشتان پاست. 
  - انگل‌های میکروسکپی مثل کریپتوسپوریدیوم می‌توانند در برابر کلر مقاومت کنند و اگر شناگر آن را ببلعد دچار بیماری‌های اسهالی می‌شود.
  - بیماری‌های گوش، التهاب گوش میانی، التهاب گوش خارجی
  - وقتی تعادل میزان کلر موجود در آب به هم بخورد ممکن است بیماری‌های جدی همچون برونشیت مزمن و آسم به وجود آید.
- فعالیت‌های خود شناگران:
  - صدمات ناشی از فعالیت زیاد؛ به عنوان مثال شنای پروانه مسابقه‌ای (پروانه سرعت، و نه استقامت) ممکن است باعث مقداری کمر درد شود شامل شکستن استخوان‌های ستون فقرات در موارد نادر و درد شانه‌ها پس از سال‌های متمادی تمرین، شنای قورباغه ممکن است باعث درد مچ پا و درد مفاصل ران شود، شنای آزاد و کرال پشت ممکن است باعث ورم زانو شود.
  - نفس نفس زدن بیش از حد برای نگه داشتن نفس در زیر آب باعث می‌شود که دی‌اکسید کربن در خون کم شود و در نتیجه کم شدن متوالی هوشیاری به موجب بیهوشی می‌شود.
- شرایط نامساعد جوی و وضع نابسامان آب:
  - جریان‌ها از جمله موج و رودها می‌تواند خستگی مفرط را به دنبال داشته باشد و شناگران را به دور از ناحیه سالم هدایت کند یا آن‌ها را به زیر آب بکشد.
  - باد، موج را زیاد می‌کند و می‌تواند باعث از دست رفتن کنترل شناگر شود.
  - کم شدن حرارت بدن در اثر شنا در آب‌های سرد می‌تواند به سرعت باعث خستگی مفرط یا بیهوشی شود.
  - شدت آفتاب سوختگی می‌تواند با انعکاس نور به وسیله سطح آب و نپوشیدن لباس مناسب شنا بیشتر شود. ماندن زیاد در آفتاب می‌تواند یکی از علت‌های سرطان پوست باشد.
- اشیاء موجود در آب:
  - پروانه کشتی علت بزرگی برای صدمات است چه در وقت شنا در زیر قایق و نزدیک آن و چه هنگام بالا آمدن از قایق
  - برخورد به شناگران دیگر یا به دیوار استخر یا سنگ یا قایق
  - شیرجه زدن در آب‌هایی که اشیایی با عمق کم در آن هستند مخصوصاً در آب گل آلود (چون عمق آب را نمی‌بینیم)
  - پای نهادن روی چیزهای شکسته همچون شیشه خرده
- جانوران آبزی:
  - نیش زدن کاواکان (کاواکان یا توتیاء البحر نوعی ماهی است که بدن چتر مانندی دارد و بیشتر در سواحل نیو انگلند زندگی می‌کند) و مرجان
  - تیزی‌های موجود در آب که به وسیله جاندارانی چون خارپوست دریایی و صدف دوکپه‌ای راه‌راه[۶] و پوماهی[۷] ایجاد شده‌است.
  - گاز گرفتن کوسه و ماهیها دیگر و مارها و نیشگون گرفتن خرچنگ
  - شوک‌های الکتریکی ناشی از شعاع‌های الکتریکی یا ماهی‌های الکتریکی

سازمان‌ها راهنمایی‌هایی دربارهٔ سلامت منتشر کرده‌اند که به شناگران برای جلوگیری از این خطرات کمک کند.

## انواع شنا
- شنای قورباغه
- شنای پروانه
- کرال پشت
- کرال سینه

## انواع مسابقات

### شنای امدادی
نوعی شنا که در آن، چهار نفر به صورت گروهی و به‌طور امدادی طول مسیر مسابقه را طی می‌کنند.

### شنای استقامت
نوعی مسابقهٔ شنا با مسافت‌های طولانی به وسیله انواع شناها که معمولاً در آب‌های آزاد صورت می‌پذیرد.

### شنای مختلط
نوعی مسابقهٔ شنا که در آن از چهار نوع شنای مختلف کرال سینه، کرال پشت، قورباغه و پروانه استفاده می‌شود، و جهت شرکت در این مسابقه که در ماده‌ه‌های ۱۰۰٬۲۰۰، ۴۰۰ متر برگزار می‌شوند باید ترتیب را رعایت کنند.
ترتیب‌های شنای مختلط انفرادی عبارت‌اند از:
1. پروانه
2. کرال پشت
3. قورباغه
4. شنای آزاد (کرال سینه)

شناگر هرنوع شنا را باید ۱/۴ مسیر شنا پوشش بدهد.
ترتیب‌های شنای مختلط تیمی عبارت‌اند از:
1. کرال پشت
2. قورباغه
3. پروانه
4. شنای آزاد (کرال سینه)

شناگران باید ۴نوع شنا را به ترتیب شنا کند…

## شنای آزاد
نوعی مسابقهٔ شنا که شناگر برای طی کردن مسیر مسابقه مجاز است از تمامی شناهای موجود استفاده کند. البته برای هر طول استخر باید یک شنا را انتخاب کند و تا آخر آن طول همان شنا را انجام دهد به عبارتی در بین مسیر نمی‌تواند شنا را به شنای دیگر تبدیل کند.

## تغذیه
در اینجا برخی اطلاعات اساسی دربارهٔ تغذیه در جریان مسابقات ارائه می‌شود:
- همواره غذای خیلی کم بهتر است از غذای خیلی زیاد.
- در فاصله زمان ۴۵ دقیقه مانده به یک مسابقه، چیزی نخورید اما آب یا یک آب میوه کوچک بلامانع است.
- به هنگام روز، خوردن موز، ماست، بیسکویت و میوه بلامانع است، اما هرگز ۹۰ دقیقه پیش از یک مسابقه، آن‌ها را نخورید.
- نگذارید بدن شما دچار کم‌آبی شود، لذا آب و آب‌میوه بنوشید.
- در روز مسابقه، از خوردن خشکبار، گوشت، دونات و غذاهای نپخته خودداری ورزید.
- اگر شما جزو شناگرانی نیستید که باید شب در فینال شرکت کنید، یک شام خوب بخورید و از خوردن گوشت و غذاهای با چربی زیاد پرهیز کنید.

## پیوستار انرژی
درست از زمانی که فعالیت ورزشی شروع می‌شود، سه سیستم انرژی در بازسازی ATP مشارکت می‌کنند. زمانی که شناگر استراحت می‌کند، بیشتر ATP موجود در عضله اسکلتی از راه سیستم‌انرژی هوازی بازسازی می‌شود. زمانی که شناگر در حال مسابقه دادن است، نیاز به انرژی به سرعت افزایش می‌یابد که این انرژی در ابتدا از راه سیستم انرژی بی‌هوازی بی‌لاکتیک و سپس از طریق سیستم انرژی بی‌هوازی بالاکتیک و سیستم انرژی هوازی تأمین می‌شود.

## سیستم‌های رهایش انرژی
به هنگام ورزش، سهمATP تولیدی از هر یک از سیستم‌های رهایش انرژی به عوامل‌زیر بستگی دارد:
- نیازمندی‌های انرژی (شدت و مدت فعالیت ورزشی) عضله در آن زمان.
- سوخت در دسترس
- کارایی سیستم هوازی

## سیستم انرژی بی‌هوازی بی‌لاکتیک
این سیستم انرژی در درجه اول برای به کار انداختن انرژی استفاده می‌شود و بیشتر انرژی فعالیت‌های فوق‌العاده سریع یا کم مقاومت را که۱۰ ثانیه یا کمتر به طول می‌انجامند، تأمین می‌کند.

## سیستم انرژی بی‌هوازی با لاکتیک
سیستم انرژی بی‌هوازی با لاکتیک، بیشتر انرژی فعالیت‌های با شدت متوسط تا زیاد را که بیشتر از۱۰ ثانیه و حداکثر تا ۲ دقیقه ادامه می‌یابند، تأمین می‌کند. زمانی‌که مقادیر زیادی اسید لاکتیک در سلول‌های عضله تجمع یافت، خستگی عضلانی رخ می‌دهد که پیامد آن‌کاهش هماهنگی و سرعت است. در شنا، این سیستم زمانی استفاده می‌شود که سرعت‌های نزدیک به بیشینه برای حداکثر تا ۲ دقیقه دوام داشته باشند. به عبارت دیگر، شناگران از این سیستم برای سرعت‌های زیاد استفاده می‌کنند.

## سیستم انرژی هوازی
سیستم انرژی هوازی، بیشتر انرژی فعالیت‌های تداومی طولانی مدت یا فعالیت‌های متناوب طولانی مدت را که فاصله‌های استراحتی کوتاهی بین آن‌ها قرار دارد، تأمین می‌کند. چنین ورزش‌هایی به‌کار زیر بیشینه نیاز دارند و شامل همه مسابقه‌ها یا نوبتهای تمرینی می‌شود که بیشتر از ۲ دقیقه طول می‌کشد تا به اتمام برسند. منبع سوختی این سیستم رهایش انرژی به دو عامل اصلی وابستگی دارد: موجودی گلیکوژن عضله و شدت ورزش.

## کنترل فعالیت هوازی
فعالیت هوازی می‌تواند به راه‌های زیادی کنترل شود. ساده‌ترین و عملی‌ترین راه عبارت از شمارش تواتر قلبی است. در آغاز فصل، تواتر قلبی باید به کرانه پایینی منطقه تمرین‌های هوازی نزدیک باشد. همچنان که شناگر آماده‌تر می‌شود، تواتر قلبی می‌تواند به کرانه (محدوده) بالایی منطقه برسد.

## ۱- سرداور
سرداور بر تمام عوامل برگزارکننده نظارت و تسلط دارد. او می‌تواند گفته‌ها و نوشته‌های آن‌ها را تأیید کند و با در نظر گرفتن موارد ویژه و کلیه قوانین و مقررات، آن‌ها را هدایت و راهنمایی کند.
در آغاز هر مسابقه، سرداور باید با زدن چند سوت کوتاه به شناگران اعلام کند که به‌جز لباس مخصوص شنا کلیه لباس‌های خود را از تن خارج سازند.
پس از آن با زدن یک سوت ممتد و کشیده از شناگران دعوت می‌کند تا در پشت سکوی استارت خود قرار گیرند.
هنگامی که شناگران و کادر برگزارکننده برای آغاز مسابقه‌آماده شوند، سرداور باید با بالا بردن دست خود به‌صورت کشیده، به استارتر اشاره‌کند که شناگران تحت نظارت او هستند.

## ۲- استارتر
استارت باید کنترل کامل شناگران را از زمانی که سرداور این وظیفه را به او می‌سپارد، تا هنگام آغاز مسابقه به‌عهده بگیرد.
استارتر باید شناگری را که مرتکب یکی از خطاهای زیر شده به سرداور معرفی کند:
- از استارت زدن خودداری کرده باشد.
- از قوانین عمداً اطاعت نکرده باشد.
- در هنگام استارت مرتکب خلاف دیگری شده باشد.

## ۳- هماهنگ‌کننده
- هماهنگ‌کننده باید پیش از آغاز مسابقات، شناگران را گرد هم جمع کند.
- هماهنگ‌کننده باید هرگونه نقض قوانین ذکر شده (قوانین عمومی) در رابطه با تبلیغات و نیز غیبت یک شناگر در هنگام اعلام اسامی شناگران را به سرداور اطلاع دهد.

## ۴- سرپرست داوران برگشت
اگر خطایی رخ دهد، سرپرست داوران برگشت باید گزارش آن را از داوران برگشت دریافت کند و بی‌درنگ به سرداور اطلاع دهد.

## ۵- داوران برگشت
- برای هر خط باید دو داور برگشت در نظر گرفت (در هر انتها یک داور).
- داوران برگشت باید مراقب باشند که آیا شناگران قوانین برگشت را رعایت می‌کنند یا خیر

## ۶- داوران استیل
داوران استیل باید در دو طرف استخر و به موازات خط طولی قرار گیرند.
داوران استیل باید مراقب رعایت قوانین مربوط به استیل شنا که برای آن مسابقه تعیین شده‌است، بوده و برای کمک به داوران برگشت، برگشتها را زیر نظر داشته باشند.

## ۷- سرپرست وقت نگهداران
سرپرست وقت نگهداران موظف است تا برگه‌های ثبت زمان را از وقت نگهداران تحویل بگیرد و در صورت لزوم زمان‌سنج‌های آن‌ها را مورد بررسی قرار دهد.

## ۸- وقت نگهداران
هر وقت نگهدار باید زمان‌سنج خود را با علامت استارت به‌کار اندازد و با پایان کار شناگر خط خود، آن را متوقف سازد.

## ۹- سرپرست رده‌بندی
پس از پایان مسابقه، سرپرست رده‌بندی باید تمام برگه‌های امضاء شده داوران رده‌بندی را که شامل نتیجه و مقام‌هاست، مستقیماً به سرداور تحویل دهد.

## ۱۰- داوران رده‌بندی
داوران رده‌بندی باید در یک محل یا سکوی بلند که با خط پایان مسابقه در یک راستا باشد قرار گیرند، به شکلی که همواره تصویر روشنی از مسابقه و خط پایان داشته باشند.

## ۱۱- میز منشی (نظارت)
منشی کل موظف است تا در هر مسابقه نتایج بدست آمده از کامپیوتر یا زمان‌سنج‌ها را با مقام‌هایی که از سرداور دریافت کرده، مقایسه کند و پس از بازبینی، امضای سرداور را گواهی کند.

## ۱۲- استارت‌ها
مسابقات شنای آزاد، قورباغه و پروانه باید با یک شیرجه (از بیرون آب) آغاز شوند.
استارت مسابقات شنای پشت و مختلط تیمی در داخل آب انجام می‌شود.

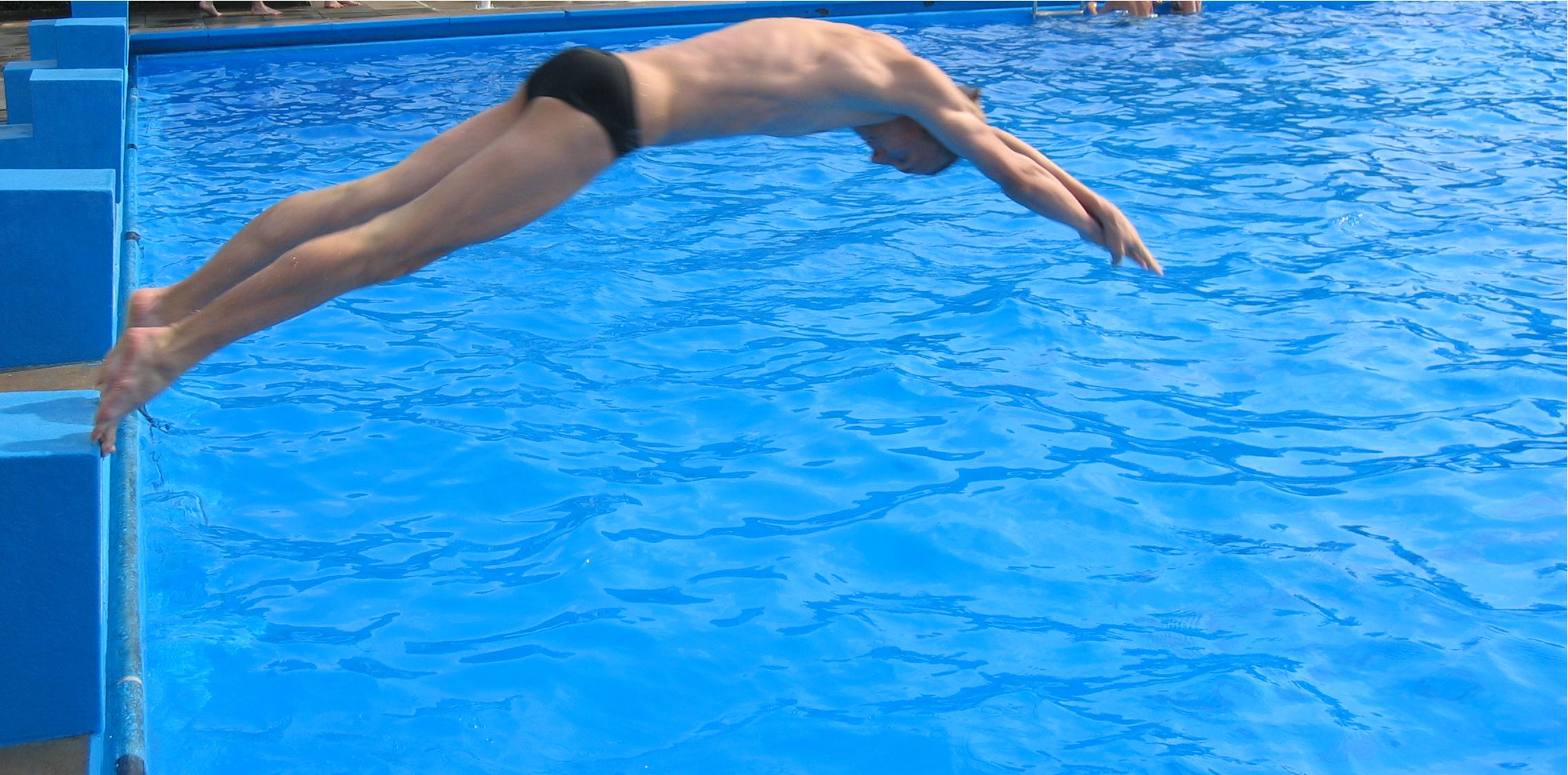
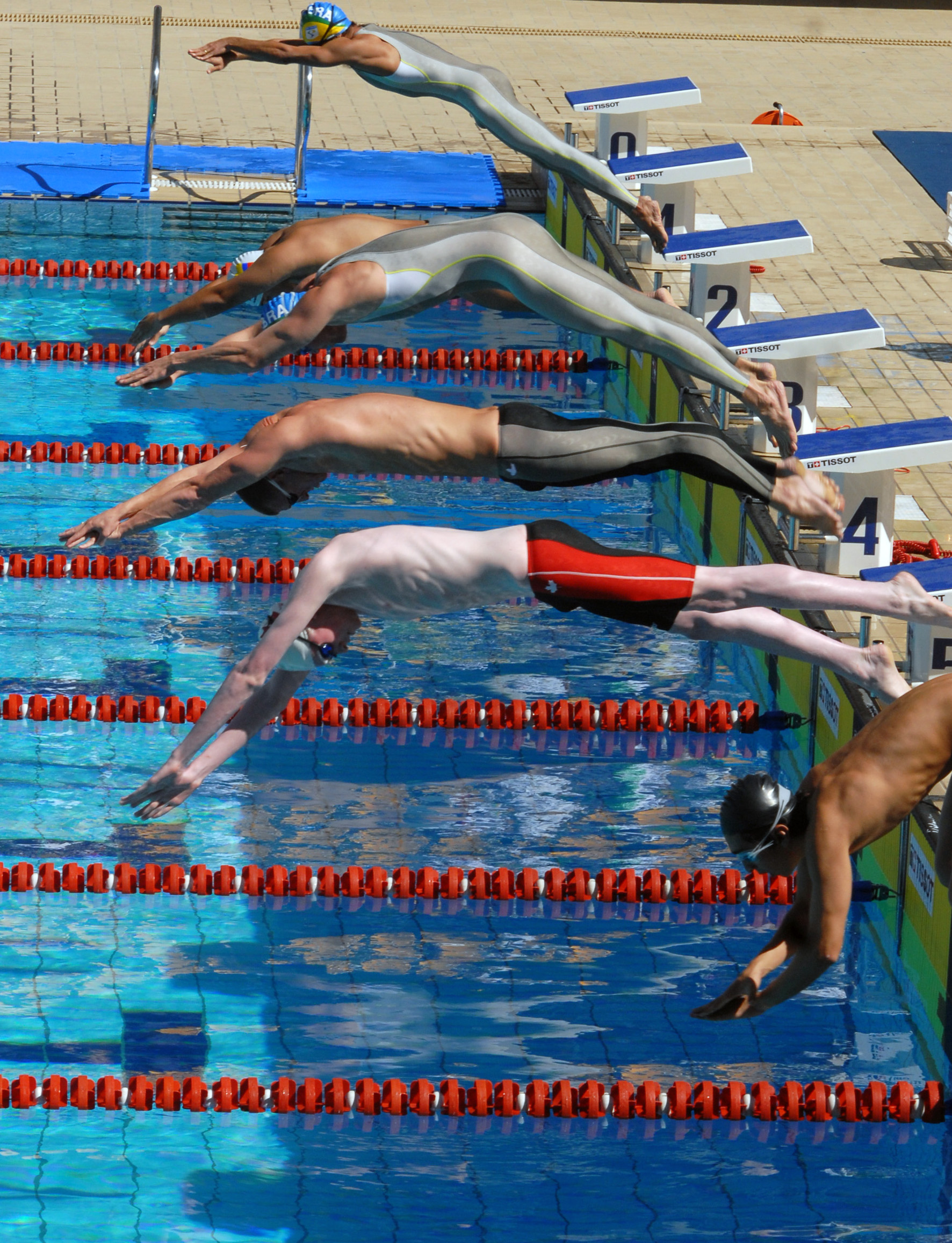

### قوانین شنا در مسابقات آزاد
منظور از شنای آزاد این است که در مسابقات این شنا، یک شناگر می‌تواند با هر شیوه‌ای که می‌خواهد شنا کند، مگر در مسابقات مختلط انفرادی یا مختلط تیمی که منظور از شنای آزاد، هر استیلی است به غیر از پشت، قورباغه یا پروانه.

## کرال پشت
به جز هنگام برگشت، شناگر باید همواره بر پشت قرار داشته باشد. وضعیت طبیعی پشت در شنای پشت می‌تواند شامل یک حرکت چرخشی بدن باشد بشرط اینکه این چرخش نسبت به سطح افقی، ۹۰ درجه یا بیشتر نشود.
در تمام طول مسابقه قسمتی از بدن شناگر باید سطح آب را بشکافد (یعنی باید قسمتی از بدنش بیرون از آب باشد و بردن تمام بدن به زیر آب مجاز نیست).
به استثنای زمان برگشت که شناگر مجاز است تمام بدنش را به زیر آب ببرد و پس از استارت و هر برگشت نیز می‌تواند این عمل را انجام دهد بشرط اینکه مسافتی را که در زیر آب طی می‌کند بیش از ۱۵ متر نباشد.

## شنای قورباغه
از آغاز نخستین دستی که پس از استارت و هر برگشت زده می‌شود، بدن شناگر باید بر روی سینه قرار گیرد و شانه‌های او با سطح طبیعی و معمولی آب در یک راستا باشند.
تمام حرکات بازوان باید هم‌زمان و در یک صفحه افقی انجام شوند و حرکت متناوب (یک در میان) نداشته باشند
تمام حرکات پاها باید هم‌زمان و در یک صفحه افقی انجام شوند و حرکت متناوب نداشته باشند.
در مرحله‌ای از حرکت پا که باعث پیشروی و جلو رفتن شناگر در آب می‌شود، پاها باید چرخش خارجی داشته باشد، پای قیچی، پای کرال و پای دلفین پایین رونده مجاز نیست.
در هنگام برگشتها و پایان مسابقه، لمس دیواره باید با هردو دست و به‌طور همزمان‌انجام شود، این تماس می‌تواند در سطح آب یا در بالا یا در زیر آب باشد. تا زمانی که دست‌ها دیواره را لمس نکرده‌اند شانه‌ها باید در صفحه افقی باقی بمانند.
به هنگام هر دوره کامل یک دست و یک پای قورباغه، قسمتی از سر شناگر باید سطح آب را بشکافد (یعنی قسمتی از سر از آب خارج شود).
میزان انرژی مصرفی در این نوع شنا در هر ساعت حدود۵۰۰ تا۶۰۰ کالری است. شنای قورباغه بهترین نوع شنا برای مسافت‌های طولانی و همچنین برای نجات غریق است؛ زیرا انرژی کمتری طی این نوع شنا مصرف می‌شود و امکان تنفس نیز بیشتر برای شناگر فراهم است.

## شنای پروانه
در تمام طول مسابقه (به جز در هنگام برگشت) بدن شناگر باید بر روی سینه قرار داشته باشد و از آغاز نخستین دستی که پس از استارت و برگشتها زده می‌شود شانه‌ها با سطح آب در یک راستا باشند.
هر دو دست را باید به‌طور هم‌زمان و در بالای آب به طرف جلو برد و به‌طور هم‌زمان نیز به‌طرف عقب آورد
تمام حرکات پا باید هم‌زمان باشند. حرکات هم‌زمان ساق و کف پا که در صفحه عمودی و به طرف پایین و بالا انجام شوند، مجاز است.
در هنگام برگشتها و پایان مسابقه، هر دو دست باید به‌طور هم‌زمان دیواره را لمس کنند. این تماس هم می‌تواند در سطح آب باشد و هم در زیر یا بالای آب.
این نوع شنا ساختمان بدن را انعطاف‌پذیر و خوش‌اندام می‌سازد، سی دقیقه انجام شنای پروانه در وزن‌های مختلف کالری‌های متفاوتی می‌سوزاند البته سعی کنید حرکات شنای پروانه را درست انجام دهید و از کشش بیخود کمر گردن شانه خودداری کنید.

### قوانین کلی
قوانین اولیه:
در شنا نباید که در قسمت کم عمق شیرجه زد.
نباید با بدن شخص دیگر تماس داشت.
نباید بدون مایو مخصوص شنا کرد.
اگر در یک مسابقه تنها یک شناگر شرکت داشته‌باشد، باید تمام مسافت مقرر را شنا کند تا واجد شرایط شناخته شود.
یک شناگر باید مسابقه خود را در همان خطی که استارت زده‌است، به پایان برساند.
در مسابقات شنای آزاد یا بخش شنای آزاد مسابقات مختلط، ایستادن به روی کف استخر باعث اخراج شناگر نمی‌شود اما باید توجه داشت که شناگر حق راه رفتن ندارد.
عبور از خط (طناب) شنا و ورود به خط شنای دیگر مجاز نمی‌باشد و شناگر خاطی اخراج می‌شود.
در هنگام مسابقه، هیچ شناگری اجازه ندارد اشیایی به تن کند یا از وسایلی استفاده کند که باعث افزایش سرعت، غوطه‌وری یا استقامت او می‌شوند، (مانند فین‌هاو…) استفاده از عینک شنا مانعی ندارد.
در هر تیم امدادی، ۴ شناگر شرکت دارند.
در مسابقات امدادی، اگر پیش از این که شناگر داخل آب، دیواره استخر را لمس کند، تماس پای شناگر بعدی با سکوی استارت قطع شده‌باشد، خطا محسوب می‌شود.

### ماده‌های مسابقات شنا
(در استخرهای۵۰متر) به این صورت می‌باشند:
شنای آزاد: ۵۰-۱۰۰-۲۰۰-۴۰۰-۸۰۰-۱۵۰۰ متر
کرال پشت: ۵۰-۱۰۰-۲۰۰ متر
قورباغه: ۵۰-۱۰۰-۲۰۰ متر
پروانه: ۵۰-۱۰۰-۲۰۰ متر
شنای مختلط انفرادی: ۲۰۰–۴۰۰ متر
شنای آزادی امدادی ۱۰۰*۴ و ۲۰۰*۴ متر
شنای مختلط امدادی ۱۰۰*۴ متر
امدادی زنان و مردان ۱۰۰*۴ متر آزاد و ۱۰۰*۴ متر مختلط
ماده‌های مسابقات شنا (در استخرهای۲۵متر) به این صورت می‌باشند:
شنا آزاد: ۵۰-۱۰۰-۲۰۰-۴۰۰-۸۰۰-۱۵۰۰ متر
کرال پشت: ۵۰-۱۰۰-۲۰۰ متر
قورباغه: ۵۰-۱۰۰-۲۰۰ متر
پروانه: ۵۰-۱۰۰-۲۰۰ متر
مخنلط انفرادی: ۱۰۰-۲۰۰-۴۰۰ متر
آزاد امدادی: ۵۰*۴–۱۰۰*۴–۲۰۰*۴ متر
مختلط امدادی: ۵۰*۴–۱۰۰*۴ متر
امدادی زنان و مردان: ۵۰*۴ متر آزاد - ۵۰*۴ متر مختلط

### جمر
جمر به مایوهای مسابقه ای شنا می‌گویند که تا زیر زانو است. این مایوها از جنس کربن است و باعث بیشتر شدن سرعت شنا می‌شوند. ما جمرها با درصد کربن‌های مختلف داریم برای مثال جمر کربن فلس ارنا دارای دو درصد کربن هستند یا جمر کربن الترا دارای ۳ درصد کربن است این جمر دارای بیشترین درصد کربن داخل خود است.